# كسر السامرة

## كسر السامرة
أرشيف كسر السامرة: اكتشفته جامعة هارفارد الأميركية ضمن تنقيباتها عن مدينة السامرة قرب نابلس في مطلع القرن العشرين، والذي كان عاصمة لمملكة إسرائيل (870 – 722 ق م).
وقد اكتشفت نحو مائة شقفة مرسومة فخارية كتب عليها بالحبر، نحو ستين واحدة منها مقروءة.
وموضوع هذه الشقفات التي ترجع إلى القرن التاسع قبل الميلاد اقتصادي،
فهي تمثل قيودًا للمنتجات الزارعية الداخلة إلى مستودعات القصر الملكي من المناطق التابعة له.
وهذه المجموعة موجودة اليوم باسطنبول

## توثيق كسر السامرة
توثق شقفة السامرة عملية توريد بضائع للمستودعات الملكية في السامرة عاصمة مملكة إسرائيل الشمالية،
وهذه البضائع هي ”خمر معتق“ و“زيت من النخب الأول“ أو ”زيت للاغتسال“.
وتتضمن الشقفة العناصر الآتية:
- السنة التي حدث فيها الاستلام
- اسم المكان الذي وردت منه البضاعة، وهو في الغالب من الضيع الملكية،
- اسم المرسل
- اسم المستلم
- نوعية البضاعة (خمر أو زيت) مع بيان عددها.

وقد ترد بعض هذه التفاصيل في بعض الشقفة ولا ترد في بعضها الآخر.

## تأريخ الشقفة
أرخت الشقفة بطريقتين مختلفتين:
- الأولى بالكلمات: ”في السنة التاسعة“ وفي ”السنة العاشرة“.
- والثانية بالعلامات الهيرية المصرية التي كانت مستخدمة في فلسطين في ذلك الوقت.

علمًا أن دراسة الخط دلت على أن المجموعتين ترجعان إلى الفترة نفسها، وقد يرجع الاختلاف في طريقة التأريخ إلى أن الأرقام حتى رقم عشرة كانت تكتب كتابة، وما زاد على ذلك يكتب بالعلامات الهيرية، أو أن تغييرات إدارية طرأت في القصر الملكي، بحيث غيَّر الكتاب من طريقة كتابتهم للنصوص الإدارية
ولما كانت الشقفة مؤرخة في السنة الخامسة عشرة، فهذا يعني أنها ترجع إلى عهد أحد ملوك السامرة الذين حكموا خمسة عشر عامًا أو يزيد، وهم: يوآحاز (17 عامًا)، أو يوشع (16 عامًا)، أو يربعام (41) عامًا)،ويرجح الآثاريون أن الرسائل كتبت في عهد الملك الأخير الذي حكم في الفترة ما بين 787 و784.